# Lanai
Lānai är den sjätte största av Hawaiiöarna. Den är även känd som "ananasön" eftersom hela ön förr utnyttjades till ananasodling. Den enda staden på ön är Lanai City.
Ön är formad som ett kommatecken, och har en landyta på 364 km², vilket gör ön till USA:s 42:a största ö. Ön separeras från ön Molokai av Kalohikanalen i norr, och från Maui av Auaukanalen i öst. Ön har en total befolkning på 3 193 invånare enligt 2000 års folkräkning. Många av öns sevärdheter ligger utanför det allmänna vägnätet, så fyrhjulsdrivna fordon som klarar av att köra i terräng krävs för att ta sig till dem.
Sedan 2012 ägs ön till 98% av den amerikanska entreprenören Larry Ellison.